# Marlene Herrera Díaz
Marlene Catalina Herrera Díaz (Tuxtla Gutiérrez, Chiapas, 30 de abril de 1951-30 de junio de 2020) fue una política mexicana, miembro del Partido Revolucionario Institucional (PRI). Ha sido dos veces diputada federal, una senadora y una diputada al Congreso de Chiapas.

## Biografía
Fue licenciada en Economía egresada de la Universidad Nacional Autónoma de México (UNAM), ejerció como docente en la UNAM y en la Universidad Autónoma de Chiapas.
Miembro del PRI desde 1974, llegó a ocupar los cargos de secretaria general del comité estatal de Chiapas y presidenta del Congreso de Mujeres por el Cambio. De 1977 a 1982 laboró en la Dirección de Planeación de la entonces Secretaría de Agricultura y Recursos Hidráulicos, donde fue jefa del área de Asesoría Económica de 1977 a 1978, jefa de departamento de Política Económica y Estadística de 1978 a 1979 y subdirectora de formulación de Planes de 1979 a 1982.
En 1982 fue subdirectora de Programación Regional del PRI y de 1982 a 1983 fue directora y de 1983 a 1985 subsecretaria de Agricultura, Ganadería y Silvicultura en la administración del gobernador Absalón Castellanos Domínguez. De 1985 a 1987 fue directora del Centro de Estudios Políticos, Económicos y Sociales (CEPES) del PRI en Chiapas y de 1987 a 1991 fue directora del Instituto de Seguridad y Servicios Sociales de los Trabajadores del Estado (ISSSTE) en Chiapas. Simultáneamente, ocupó los cargos partidistas de presidenta de la Comisión Estatal de Análisis y Estudios del Programa de Acción de Trabajo del PRI y coordinadora regional del partido en el distrito 6 de Chiapas.
En 1991 fue postulada candidata del PRI y elegida diputada federal por el Distrito 6 de Chiapas a la LV Legislatura que ejerció de dicho año a 1994. Posteriormente ocupó cargos como coordinadora general del Comité de Planeación para el Desarrollo (COPLADE), y oficial mayor y subsecretaria de Desarrollo Rural de Chiapas.
En 1997 fue elegida por segunda ocasión diputada federal, en esta ocasión por el principio de representación proporcional, a la LVII Legislatura que concluyó en 2000. En esta legislatura ocupó los cargos de secretaria de la mesa directiva de la Comisión Permanente; secretaria de la comisión de Estudios Legislativos; e integrante en las comisiones de Energéticos; y, de Seguridad Social.
En 2000 fue elegida senadora suplente en primera fórmula por su estado, siendo senador propietario José Antonio Aguilar Bodegas. Fueron elegidos para el periodo de 2000 a 2006, correspondientes a las Legislaturas LVIII y LIX. Aguilar Bodegas solicitó y recibió licencia al cargo el 19 de mayo de 2006 para ser candidato del PRI a gobernador de Chiapas en las elecciones de ese año y el mismo día Marlene Herrera Díaz asumió la titularidad de la senaduría hasta el fin del periodo constitucional, el 31 de agosto del mismo año.
En las elecciones estatales de 2010 resultó elegida diputada a la LXIV Legislatura del Congreso del Estado de Chiapas de 2010 a 2012, por el principio de representación proporcional.
Falleció el 30 de junio de 2020 a consecuencia de haber contraido enfermedad por coronavirus, siendo una de las afectadas por la pandemia en México.